# Michal Šipoš
Michal Šipoš (ur. 10 stycznia 1982) – polityk słowacki, poseł do Rady Narodowej z ramienia partii Zwyczajni Ludzie i Niezależne Osobistości wybrany w wyborach parlamentarnych w 2020 roku. Pełni funkcję przewodniczącego klubu parlamentarnego partii.